# Zeruja (Schwester Davids)

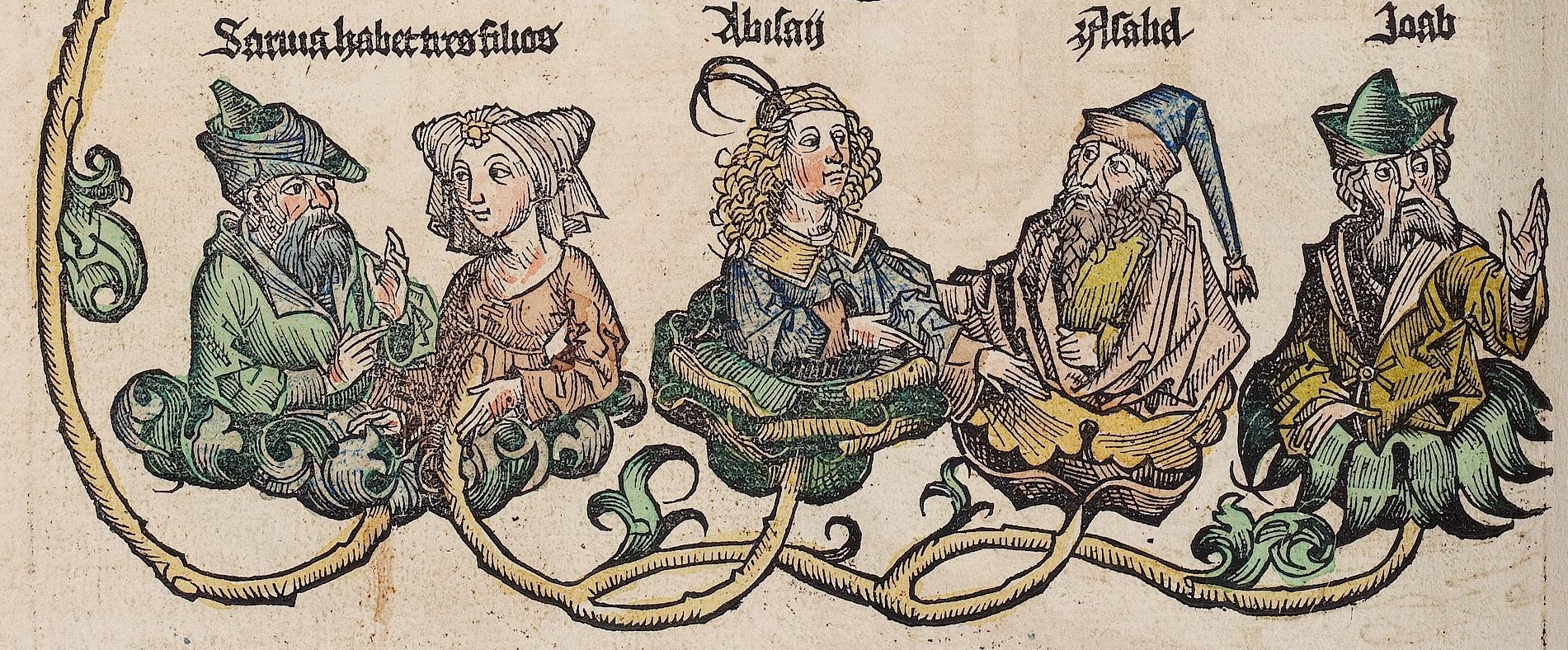
Zeruja mit ihrem Mann und ihren drei Söhnen im Stammbaum Isais (Schedelsche Weltchronik, Nürnberg 1493)

Zeruja ist im Alten Testament die Tochter Isais, Schwester König Davids und Mutter Joabs, Abischais und Asaëls.

## Etymologie
Der hebräische Name Zeruja wird meist צְרוּיָה ṣərûjāh (so in 1 Sam 26,6 ), gelegentlich aber auch צְרֻיָה ṣərujāh (nur in 2 Sam 14,1 , 16,9f  und 23,37 ) geschrieben. Er lässt sich von der Wurzel צרה ṣrh ableiten, von der auch das Substantiv צֳרִי ṣårî stammt, welches „Balsam“ oder genauer das „Harz des Mastixbaumes und der Terpentin-Pistazie“ bezeichnet. Der Name wird demgemäß vielleicht mit „nach einem wohlriechenden Harz duftend“ übersetzt.
In der Septuaginta wird der Name mit Σαρουια Saruia wiedergegeben (1 Kgt 26,6 ).

## Biblische Erzählung
Über Zeruja selbst wird in den biblischen Erzählungen nicht berichtet. Sie wird in den Samuel-, Könige- und Chronikbüchern lediglich als Mutter ihrer Söhne erwähnt, nämlich als Mutter Abischais siebenmal, als Mutter Joabs, des Heerführers Davids, zwölfmal und als Mutter Asaëls viermal. Hier wird jeweils von der üblichen Erwähnung des Vaters einer Person abgewichen (z. B. David, der Sohn Isais) und stattdessen die Mutter genannt (z. B. ... und ..., die Söhne der Zeruja).
In 2 Sam 17,25  wird daneben Abigal als Schwester Zerujas genannt, welche mit dem Israeliten Jeter verheiratet war und deren Sohn Amasa von Abschalom als Heerführer an Joabs statt eingesetzt wird. Der Vater Abigals, und somit auch Zerujas, heißt Nahasch.
In 1 Chr 2,13–17  werden Zeruja und Abigal (hier jedoch Abigajil genannt) als Schwestern Davids genannt. Zerujas Vater ist Isai. Weitere Brüder Zerujas sind demnach Eliab, Abinadab, Schima, Netanel, Raddai und Ozem.
Der Name des Vaters der Zeruja in 2 Sam 17,25  Nahasch widerspricht der Angabe in 1 Chr 2,13  Isai. Die meisten griechischen Handschriften, darunter die des antiochenischen Textes, lesen in 2 Sam 17,25 Isai (Ιεσσαι); die Lesart Nahasch könnte ein Textfehler des Masoretischen Textes sein, der aus V. 27 eingedrungen wäre.